# Стрельцов, Игорь Александрович
И́горь Алекса́ндрович Стрельцо́в (укр. Ігор Олександрович Стрельцов; род. 1 мая 1965) — советский и украинский легкоатлет, специалист по бегу на короткие дистанции и прыжкам в длину. Выступал за сборные СССР и Украины по лёгкой атлетике в 1990-х годах, многократный победитель и призёр первенств национального значения, действующий рекордсмен Украины в эстафете 4 × 200 метров. Мастер спорта СССР международного класса.

## Биография
Игорь Стрельцов родился 1 мая 1965 года.
Занимался лёгкой атлетикой в Запорожье, окончил Запорожский государственный университет. Проходил подготовку под руководством тренера Геннадия Михайловича Зайцева.
Впервые заявил о себе на всесоюзном уровне в сезоне 1988 года, когда на зимнем чемпионате СССР в Волгограде выиграл бронзовую медаль в беге на 200 метров. Позднее в той же дисциплине одержал победу на Мемориале братьев Знаменских в Ленинграде.
В 1991 году на чемпионате страны в рамках X летней Спартакиады народов СССР в Киеве с украинской командой стал бронзовым призёром в эстафете 4 × 100 метров.
В 1992 году в дисциплине 200 метров завоевал серебряные награды на зимнем и летнем чемпионатах СНГ в Москве. Принимал участие в Кубке мира в Гаване, где в программе эстафеты 4 × 100 метров занял итоговое пятое место.
После распада Советского Союза Стрельцов остался действующим спортсменом и продолжил принимать участие в крупнейших легкоатлетических стартах в составе украинской национальной сборной. Так, в июне 1993 года он представлял страну на соревнованиях Pearl European Relays в Портсмуте, где вместе с соотечественниками установил сразу два национальных рекорда, в эстафетах 4 × 100 и 4 × 200 метров — 38,85 и 1.21,32 соответственно. Второй рекорд до сих пор остаётся непревзойдённым.
На протяжении 1990-х годов неизменно входил в число сильнейших спринтеров Украины, неоднократно побеждал и входил в число призёров на зимних и летних чемпионатах страны: в беге на 100 и 200 метров, эстафете 4 × 100 метров, прыжках в длину.
В 1997 году выступил в прыжках в длину на чемпионате мира в помещении в Париже, но в финал не вышел.
Завершил спортивную карьеру по окончании сезона 1999 года.
Впоследствии работал фитнес-тренером в Запорожье. Его младший брат Александр Стрельцов (род. 1975) — так же успешный легкоатлет, позже проявил себя в бобслее. Сам Игорь в 2000-х годах тоже пробовал себя в бобслее в качестве разгоняющего, в составе украинской сборной выступил на нескольких этапах Кубка Европы и на одном этапе Кубка мира.